# Wiler bei Utzenstorf
Wiler bei Utzenstorf är en ort och kommun i distriktet Emmental i kantonen Bern, Schweiz. Kommunen har 1 038 invånare (2023).